# سورة النبأ
سُورَةُ النَّبَأ أو سُورَةُ النَّبَإ هي سورة مكية، من المفصل، آياتها 40، وترتيبها في المصحف 78، وهي أول سورة في الجزء الثلاثين وسُمي الجزء بأول كلمة بها "جزء عم"، بدأت بأسلوب استفهام ﴿عَمَّ يَتَسَاءَلُونَ ۝١﴾ [النبأ:1]، نزلت بعد سورة المعارج.

## نص السورة
عَمَّ يَتَسَآءَلُونَ ١ عَنِ ٱلنَّبَإِ ٱلْعَظِيمِ ٢ ٱلَّذِى هُمْ فِيهِ مُخْتَلِفُونَ ٣ كَلَّا سَيَعْلَمُونَ ٤ ثُمَّ كَلَّا سَيَعْلَمُونَ ٥ أَلَمْ نَجْعَلِ ٱلْأَرْضَ مِهَـٰدًۭا ٦ وَٱلْجِبَالَ أَوْتَادًۭا ٧ وَخَلَقْنَـٰكُمْ أَزْوَٰجًۭا ٨ وَجَعَلْنَا نَوْمَكُمْ سُبَاتًۭا ٩ وَجَعَلْنَا ٱلَّيْلَ لِبَاسًۭا ١٠ وَجَعَلْنَا ٱلنَّهَارَ مَعَاشًۭا ١١ وَبَنَيْنَا فَوْقَكُمْ سَبْعًۭا شِدَادًۭا ١٢ وَجَعَلْنَا سِرَاجًۭا وَهَّاجًۭا ١٣ وَأَنزَلْنَا مِنَ ٱلْمُعْصِرَٰتِ مَآءًۭ ثَجَّاجًۭا ١٤ لِّنُخْرِجَ بِهِۦ حَبًّۭا وَنَبَاتًۭا ١٥ وَجَنَّـٰتٍ أَلْفَافًا ١٦ إِنَّ يَوْمَ ٱلْفَصْلِ كَانَ مِيقَـٰتًۭا ١٧ يَوْمَ يُنفَخُ فِى ٱلصُّورِ فَتَأْتُونَ أَفْوَاجًۭا ١٨ وَفُتِحَتِ ٱلسَّمَآءُ فَكَانَتْ أَبْوَٰبًۭا ١٩ وَسُيِّرَتِ ٱلْجِبَالُ فَكَانَتْ سَرَابًا ٢٠ إِنَّ جَهَنَّمَ كَانَتْ مِرْصَادًۭا ٢١ لِّلطَّـٰغِينَ مَـَٔابًۭا ٢٢ لَّـٰبِثِينَ فِيهَآ أَحْقَابًۭا ٢٣ لَّا يَذُوقُونَ فِيهَا بَرْدًۭا وَلَا شَرَابًا ٢٤ إِلَّا حَمِيمًۭا وَغَسَّاقًۭا ٢٥ جَزَآءًۭ وِفَاقًا ٢٦ إِنَّهُمْ كَانُوا۟ لَا يَرْجُونَ حِسَابًۭا ٢٧ وَكَذَّبُوا۟ بِـَٔايَـٰتِنَا كِذَّابًۭا ٢٨ وَكُلَّ شَىْءٍ أَحْصَيْنَـٰهُ كِتَـٰبًۭا ٢٩ فَذُوقُوا۟ فَلَن نَّزِيدَكُمْ إِلَّا عَذَابًا ٣٠ إِنَّ لِلْمُتَّقِينَ مَفَازًا ٣١ حَدَآئِقَ وَأَعْنَـٰبًۭا ٣٢ وَكَوَاعِبَ أَتْرَابًۭا ٣٣ وَكَأْسًۭا دِهَاقًۭا ٣٤ لَّا يَسْمَعُونَ فِيهَا لَغْوًۭا وَلَا كِذَّٰبًۭا ٣٥ جَزَآءًۭ مِّن رَّبِّكَ عَطَآءً حِسَابًۭا ٣٦ رَّبِّ ٱلسَّمَـٰوَٰتِ وَٱلْأَرْضِ وَمَا بَيْنَهُمَا ٱلرَّحْمَـٰنِ ۖ لَا يَمْلِكُونَ مِنْهُ خِطَابًۭا ٣٧ يَوْمَ يَقُومُ ٱلرُّوحُ وَٱلْمَلَـٰٓئِكَةُ صَفًّۭا ۖ لَّا يَتَكَلَّمُونَ إِلَّا مَنْ أَذِنَ لَهُ ٱلرَّحْمَـٰنُ وَقَالَ صَوَابًۭا ٣٨ ذَٰلِكَ ٱلْيَوْمُ ٱلْحَقُّ ۖ فَمَن شَآءَ ٱتَّخَذَ إِلَىٰ رَبِّهِۦ مَـَٔابًا ٣٩ إِنَّآ أَنذَرْنَـٰكُمْ عَذَابًۭا قَرِيبًۭا يَوْمَ يَنظُرُ ٱلْمَرْءُ مَا قَدَّمَتْ يَدَاهُ وَيَقُولُ ٱلْكَافِرُ يَـٰلَيْتَنِى كُنتُ تُرَٰبًۢا ٤٠

## فضل السورة
- روى الترمذي عن عكرمة البربري عن عبد الله بن عباس: «قالَ أبو بَكْرٍ رضيَ اللَّهُ عنهُ: يا رسولَ اللَّهِ قد شِبتَ، قالَ: شيَّبتني هودٌ، والواقعةُ، والمرسلاتُ، وعمَّ يتَسَاءَلُونَ، وإِذَا الشَّمْسُ كُوِّرَتْ».[3][4]

## موضوع السورة
هذه السورة نموذج لاتجاه هذا الجزء بموضوعاته وحقائقه وإيقاعاته ومشاهده وصوره وظلاله وموسيقاه ولمساته في الكون والنفس، والدنيا والآخرة، واختيار الألفاظ والعبارات لتوقع أشد إيقاعاتها أثراً في الحس والضمير .
وهي تفتح بسؤال مثير للاستهوال والاستعظام وتضخيم الحقيقة التي يختلفون عليها، وهي أمر عظيم لاخفاء فيه، ولا شبهة، ويعقب على هذا بتهديدهم يوم يعلمون حقيقته : ﴿عَمَّ يَتَسَاۤءَلُونَ؟ عَنِ ٱلنَّبَإِ ٱلۡعَظِيمِ، ٱلَّذِي هُمۡ فِيهِ مُخۡتَلِفُونَ. كَلَّا سَيَعۡلَمُونَ، ثُمَّ كَلَّا سَيَعۡلَمُونَ!﴾
ومن ثم يعدل السياق عن المعنى في الحديث عن النبأ ويدعه لحينه، ويلفتهم إلى ما هو واقع بين أيديهم وحولهم، في ذوات أنفسهم وفي الكون حولهم من أمر عظيم، يدل على ما وراءه ويوحى بما سيتلوه : ﴿أَلَمۡ نَجۡعَلِ ٱلۡأَرۡضَ مِهَـٰدࣰا ۝ وَٱلۡجِبَالَ أَوۡتَادࣰا ۝ وَخَلَقۡنَـٰكُمۡ أَزۡوَ ٰ⁠جࣰا ۝ وَجَعَلۡنَا نَوۡمَكُمۡ سُبَاتࣰا ۝ وَجَعَلۡنَا ٱلَّیۡلَ لِبَاسࣰا ۝ وَجَعَلۡنَا ٱلنَّهَارَ مَعَاشࣰا ۝ وَبَنَیۡنَا فَوۡقَكُمۡ سَبۡعࣰا شِدَادࣰا ۝ وَجَعَلۡنَا سِرَاجࣰا وَهَّاجࣰا ۝ وَأَنزَلۡنَا مِنَ ٱلۡمُعۡصِرَ ٰ⁠تِ مَاۤءࣰ ثَجَّاجࣰا ۝ لِّنُخۡرِجَ بِهِۦ حَبࣰّا وَنَبَاتࣰا ۝ وَجَنَّـٰتٍ أَلۡفَافًا ۝﴾
ومن هذا الحشد من الحقائق والمشاهد والصور والإيقاعات يعود بهم إلى ذلك النبأ العظيم الذي هم فيه مختلفون، والذي هددهم به يوم يعلمون ! ليقول لهم ماهو ؟ وكيف يكون : ﴿إِنَّ یَوۡمَ ٱلۡفَصۡلِ كَانَ مِیقَـٰتࣰا ۝ یَوۡمَ یُنفَخُ فِی ٱلصُّورِ فَتَأۡتُونَ أَفۡوَاجࣰا ۝ وَفُتِحَتِ ٱلسَّمَاۤءُ فَكَانَتۡ أَبۡوَ ٰ⁠بࣰا ۝ وَسُیِّرَتِ ٱلۡجِبَالُ فَكَانَتۡ سَرَابًا ۝﴾ ..
ثم مشهد العذاب بكل قوته وعنفه : ﴿إن جهنم كانت مرصاداً، للطاغين مآبا، لابثين فيها أحقابا، لايذوقون فيها برداً ولاشراباً . إلا حميماً وغساقاً . جزاء وفاقا. إنهم كانوا لايرجون حساباً، وكذبوا بآياتنا كذاباً، وكل شيء أحصيناه كتابا فذوقوا فلن نزيدكم إلا عذاباً﴾ ..>
ومشهد النعيم وهو يتدفق تدفقاً : ﴿إِنَّ لِلْمُتَّقِينَ مَفَازًا: حَدَائِقَ وَأَعْنَابًا، وَكَوَاعِبَ أَتْرَابًا، وَكَأْسًا دِهَاقًا، لَا يَسْمَعُون فِيهَا لَغْوًا وَلَا كِذَّابًا . جَزَاءً مِّن رَّبِّكَ عَطَاءً حِسَابًا﴾
وتختم السورة بإيقاع جليل في حقيقته وفي المشهد الذي يعرض فيه . وبإنذار وتذكير قبل أن يجيء اليوم الذي يكون فيه هذا المشهد الجليل : ( رب السماوات والأرض وما بينهما الرحمن لا يملكون منه خطابا . يوم يقوم الروح والملائكة صفاً لايتكلمون إلا من أذن له الرحمن وقال صواباً . ذلك اليوم الحق فمن شاء اتخد إلى ربه مآبا .إنا أنذرناكم عذاباً قريباً يوم ينظر المرء ما قدمت يداه ويقول الكافر ياليتني كنت تراباً )
ذلك هو النبأ العظيم . الذي يتساءلون عنه . وذلك ما سيكون يوم يعلمون ذلك النبأ العظيم !

## المصدر
- في ظلال القرآن - سيد قطب

## وصلات خارجية
- سورة النبأ: تجويد-تفسير - موقع Altafsir.com
- سورة النبأ: تلاوة صوتية بجودة عالية - بصوت مشاري العفاسي